# Chevrolet Camaro (пятое поколение)
Chevrolet Camaro пятого поколения — пони кар производства General Motors, который продавался под брендом Chevrolet. Производство нового Camaro началось 16 марта 2009 года после нескольких лет перерыва с предыдущим поколением, производство которого закончилось в 2002 году. Camaro V поступил в продажу в 2009 году.

## История появления
6 января 2006 года на Североамериканском Международном Автосалоне был показан концепт Camaro пятого поколения. Он базировался на платформе GM Zeta. Внешний вид автомобиля был разработан южнокорейским дизайнером Sang Yup Lee.
10 августа 2006 года, главный исполнительный директор General Motors Рик Вагонер заявил, что компания построит новую версию Chevrolet Camaro на основе отмеченного наградами концепта, который дебютировала на NAIAS в январе. Начать производство абсолютно нового Camaro первоначально планировалось в конце 2008 года, однако в марте этого года General Motors заявило, что производство будет отложено до февраля 2009 года.
21 июля 2008 года, GM официально представило Camaro 2010 в виде купе в пяти различных комплектациях, LS, 1LT, 2LT, 1S и 2SS.
LS и LT комплектациях рассчитаны на двигатели 3.6L GM LLT V6 с мощностью 304 л.с. (227 кВт) при 6400 оборотах в минуту.
SS с механической коробкой передач оснащен 6,2L GM LS3 V8 с мощностью 426 л. с. (318 кВт) при 5900 оборотов в минуту, в то время как SS с автоматической коробкой передач и двигателем GM L99 V8 с мощностью 400 л. с. (300 кВт) при 5900 оборотах в минуту. Новый L99 V8, не следует путать с ранними LT-серии L99 V8, в нём используется Active Fuel Management, что позволяет двигателю работать только на четырех цилиндрах при малой нагрузке, экономя топливо.
Другие функции включают в себя: гидроусилитель руля, дисковые тормоза на 4 колеса составляет стандартную комплектацию всех моделей (с четырех поршневыми суппортами Brembo на моделях SS), StabiliTrak electronic stability/система контроля тяги, Competitive/Sport режимы для стабильности системы, предлагаемые на модели SS, управления пуском на моделях SS оснащен шестиступенчатой механической коробкой передач и шестью стандартными подушками безопасности. Пакет RS доступен для комплектаций LT и SS, он включает фары HID с интегрированными галогеновыми кольцами, спойлер, и особые задние фонари и колеса.
Комплектации: 1LS; 2LS; 1LT; 2LT; 1SS (Super Sport); 2SS (Super Sport); ZL1; Z/28

Пакеты: RS (Rally Sport); Transformers Special Edition; 45th Anniversary; HotWheels

## Transformers Special Edition
22 июля 2009 года GM объявила об дополнительном пакете Transformers Special Edition для Camaro 2010 стоимостью 995$, он мог устанавливаться только на Camaro LT и SS, без дополнительного пакета RS. Пакет включал в себя цвет Rally Yellow, значок щита автоботов на передних крыльях под табличками Camaro, значок был также на колпаках дисков, щит автоботов был вышит на внутренней центральной консоли, логотип Трансформеров был на порогах заменяя оригинальные пластины «Camaro». Производство дополнительного пакета прекратилось 12 января 2010 года и, по оценкам, было сделано около 1500 штук.

## 2011
Для 2011 модельного года, двигатель Camaro V6 был с мощностью 312 л. с. (233 кВт).
Также были внесены изменения в комплектации авто.
Цвет Synergy Green от 2010 Special Edition стал доступен на всех Camaro 2011 модельного года. Был добавлен новый Head-Up дисплей, представляющий модифицированную версию дисплея Chevrolet Corvette.

## Chevrolet Camaro SS Convertible
Производство кабриолета началось 31 января 2011 года в Ошаве и Онтарио, где ранее собирались купе. Он прибыл в дилерские центры в феврале, и доступен как в базе, так и в SS версии как купе.

## 2012
Для 2012 модельного года, двигатель V6 Camaro LS получит новое обновление, в том числе более легкие компоненты, новый топливный насос, форсунки и множество других изменений. В результате двигатель на 9,1 кг легче, производит 323 лошадиных сил (241 кВт) при 6800 оборотов в минуту, что на 11 л. с. больше, чем на Camaro 2011.
Другие изменения включают новый пакет подвески FE4 для SS, другую приборную панель и руль, также доступна камера заднего вида.
Так же 15-го Апреля 2011 года на ежегодном фестивале владельцев
Chevrolet Camaro — Camaro5 FestII в Аризоне была представлена юбилейная
серия 45th Anniversary Edition приуроченная к 45-летию модели Камаро.
Модель отличалась специальным цветом — carbon flash metallic,
юбилейными аппликациями на капоте и крышке багажника, дисками и
косметическими деталями салона.

## ZL1
На Чикагском автосалоне Chevrolet представил новую модель Camaro, ZL1, оснащённого механическим компрессором и промежуточным охладителем, 6.2L V-8 двигателем, который имеет мощность 580 лошадиных сил, шестиступенчатой механической коробкой передач с двойным сцеплением, активной подвеской MagneRide колесами и 14.4/14.6 дюймовыми тормозами Brembo. Автомобиль поступил в продажу в начале 2012 года. Цена ZL1 — $54 095.

## Продажи
В 2010 году Camaro обогнал по продажам с США Mustang и так продолжалось в течение пяти последующих лет. В начале 2015 года суммарные продажи Camaro пятого поколения в США превысили 500 тысяч автомобилей.
| Продажи в США за календарный год | Продажи в США за календарный год | Продажи в США за календарный год                              |
| Год                              | Кол-во                           | Источник                                                      |
| -------------------------------- | -------------------------------- | ------------------------------------------------------------- |
| 2009                             | 61 648                           | GM U.S. Deliveries for December 2010 by Model (англ., 143 КБ) |
| 2010                             | 81 229                           | GM U.S. Deliveries for December 2010 by Model (англ., 143 КБ) |
| 2011                             | 88 249                           | GM U.S. Deliveries for December 2011 by Model (англ., 142 КБ) |
| 2012                             | 84 391                           | GM U.S. Deliveries for December 2012 (англ., 66,3 КБ)         |
| 2013                             | 80 567                           | GM U.S. Deliveries for December 2013 (англ., 192 КБ)          |
| 2014                             | 86 297                           | GM U.S. Deliveries for December 2014 (англ., 30,0 КБ)         |
| 2015                             | 77 502                           | GM U.S. Deliveries for December 2015 (англ., 34,0 КБ)         |